# SAGEM my511X
SAGEM my511X – telefon komórkowy firmy SAGEM. Posiada aparat cyfrowy 1.3 Mpx z ośmiokrotnym zoomem cyfrowym robiącym zdjęcia w maksymalnej rozdzielczości 1280x1024px z możliwością nagrywania wideo, wbudowany odtwarzacz mp3, Bluetooth, czytnik kart pamięci microSD, SyncML i wiele innych.
Telefon obsługuje wiele formatów multimedialnych takich jak: MP3, AAC, MIDI, iMelody, WAV, AMR oraz BMP, JPEG, PNG, GIF, AGIF.

## Funkcje
- Bluetooth
- GPRS Class 10
- WAP 2.0
- CSD
- Java 2.0